# Szkovorogyinói járás
A Szkovorogyinói járás (oroszul Сковородинский райо́н) Oroszország egyik járása az Amuri területen. Székhelye Szkovorogyino.

## Népesség
- 1989-ben 42 998 lakosa volt.
- 2002-ben 34 269 lakosa volt.
- 2010-ben 29 558 lakosa volt.